# Oare (canción)
«Oare» —en español: «Realmente»— el título está escrito en rumano, como parte de la canción, es el cuarto videoclip del tercer álbum de estudio de la cantante rumana Inna, el 25 de octubre de 2012 se confirmaba la grabación del vídeo musical en la cuenta de la cantante en Facebook.

## Composición
La canción fue producida por los productores Play & Win, quien ya anteriormente produjeron álbumes y sencillos de la cantante, y escrita por Sebastian Barac, Radu Bolfea, Marcel Botezan & Inna, la canción fue grabada por primera vez en 2007 y remasterizada en 2012, la nueva versión se incorpora a su tercer álbum de estudio.

### En 2007
La letra de "Oare" fue escrita principalmente por Inna, y formaría parte de unos de sus primeros EP, la cantante en su comienzo quería ser una cantante de baladas ya que sus temas eran principalmente el desamor, la canción "Oare" siempre ha destacado entre sus primeras canciones por bonita y sensible que es la letra, cuando comenzó, ella mostró sus primeras canciones, y entre ellas se encontraba esta, los productores buscaban un sonido más Dance para esta era, y descartaron sus canciones lentas, a Inna no le importó adoptar una nueva tendencia Dance, pero siempre ha querido poner canciones de sentimiento, por eso la canción "Oare" fue incorporada en su primera gira
INNA en Concert, en el repertorio de canciones, aunque solo fuera cantada en Rumanía. La instrumental de la canción es lenta, con el sonido de una batería tocada lentamente, y los coros son al compás del estribillo.

### En 2012
La letra de la canción "Oare" fue modificada un poco por el equipo de compositores que la cantante tiene a su disposición, en su tercer álbum de estudio han decidido incorporarla al Tracklist con una nueva instrumental, proporcionando a la canción un ritmo más dance, que atraiga al público, sin salirse de la estética en la que la cantante está metida. La voz ha sido remasterizada y añadido nuevos coros para dar un tono diferente al que la canción tenía en su comienzo en 2007, al final de la nueva versión (Radio Edit), se puede apreciar un tramo de la instrumental que tiene guitarra eléctrica y platillos, esta nueva versión solo es diferente en coros e instrumental, ya que la letra es casi la misma.

## Remezclas oficiales
1. «Oare» - 3:26
2. «Oare» (2012 Radio Versión) - 3:05

- Datos: Q6047868